# Niki Sjölund
Niki Sjölund, född 1985 i Umeå, är en svensk kock, matskribent och författare, känd för sitt arbete med ätliga vilda växter och svampar. Sjölund har medverkat till att popularisera foraging och utomhusmatlagning i Sverige, och är en återkommande röst inom samtida hållbar gastronomi.

## Biografi
Sjölund växte upp i Åsele i södra Lappland. Han utbildade sig vid hotell- och restaurangprogrammet i Vilhelmina och har arbetat som kock på flera välrenommerade restauranger i Stockholm, däribland Ekstedt och Gro. Under sin tid i restaurangvärlden utvecklade han ett särskilt intresse för vilda råvaror och traditionell kunskap kopplad till naturen.
År 2016 grundade han verksamheten Neonatur, med syfte att förmedla kunskap om naturens ätliga resurser. Han har sedan dess bedrivit kurser och workshops inom foraging, svampkännedom och utomhusmatlagning, samt samarbetat med restauranger, utbildningsinstitutioner och offentliga aktörer.

## Författarskap
Sjölund har gett ut flera böcker om vilda råvaror i det svenska köket. Hans böcker utges av Natur & Kultur och kännetecknas av ett tillgängligt språk, grundlig artkunskap och recept anpassade efter årstid och landskap.

## Utmärkelser
Vildplockat utsågs 2017 till vinnare i kategorin Folkbildning – råvara i tävlingen Årets Svenska Måltidslitteratur, arrangerad av Måltidsakademien.
Vildplockat: Kokboken utsågs 2023 till vinnare i kategorin Mat, klimat och miljö i samma tävling.